# Vought F6U Pirate
Vought F6U Pirate byl americký jednomotorový jednomístný palubní stíhací letoun. Byl to první stíhací letoun firmy Vought s reaktivním pohonem a zároveň první letoun postavený společností po jejím přestěhování ze Stratfordu v Connecticutu do Dallasu v Texasu. Letoun byl vyvíjen na základě specifikací US Navy z 5. září 1944, které požadovaly jednomístný palubní stíhací letoun, poháněný motorem Westinghouse J34.
V prosinci téhož roku byl projekt V-340 Voughtu vybrán pro realizaci a objednána stavba tří prototypů XF6U-1. K prvnímu vzletu prototypu došlo 2. října 1946. Pro nízké výkony nebyl F6U nikdy přijat do služby. Předsériové kusy sloužily jen pro testy.

## Vývoj

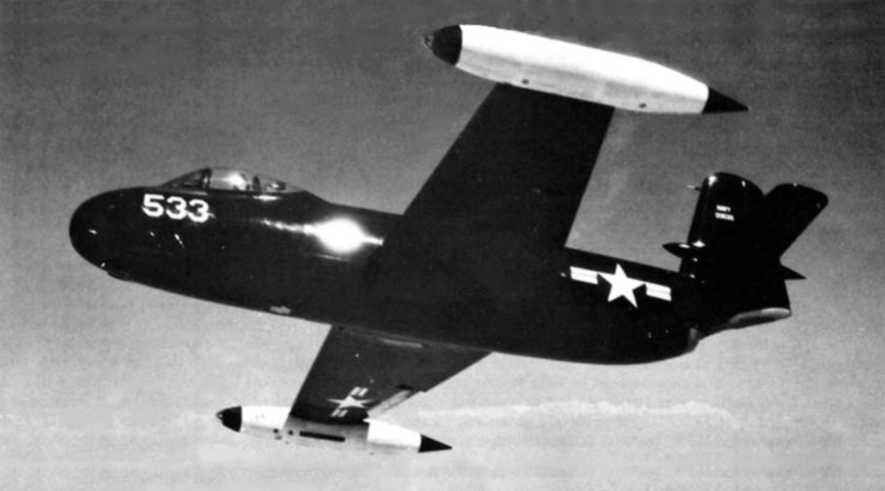
XF6U-1 bez přídavného spalování

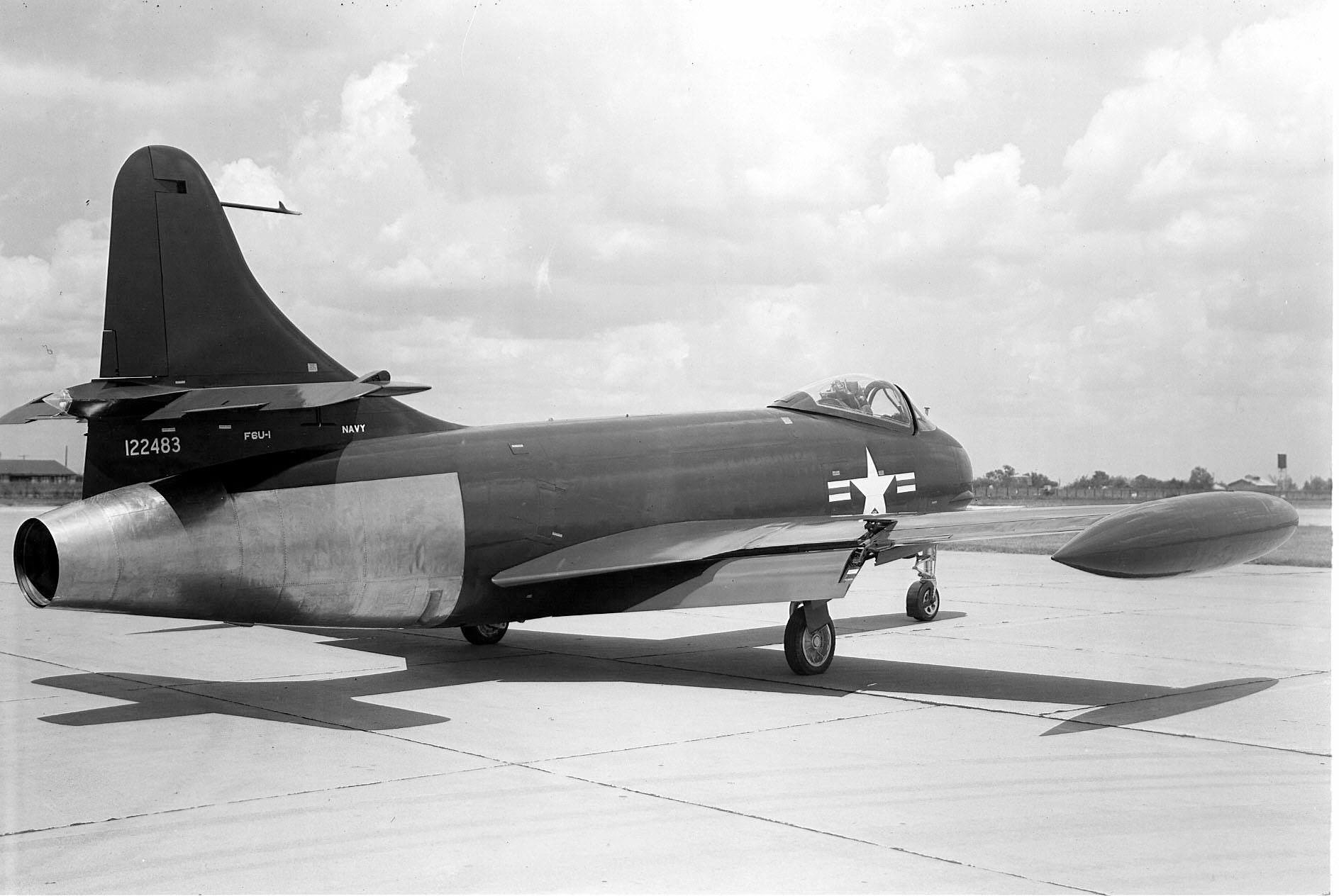
F6U-1 Pirate

Vought Pirate měl krátký, zavalitý trup, vstupy vzduchu do motoru byly v kořenech křídla a tryska byla na konci trupu. Křídlo bylo přímé, bez šípu a totéž platilo i pro ocasní plochy. Křídlo mělo laminární profil NACA 65-212. Na konce křídla bylo možné umístit přídavné nádrže po 530 litrech paliva.
Při konstrukci však byly uplatněny některé netradiční prvky. Šlo především o Voughtem patentované sendvičové materiály Metalite, což bylo balzové jádro umístěné mezi dvěma vrstvami hliníku a Fabrilite, což bylo balzové jádro mezi dvěma vrstvami skleněného vlákna. Fabrilite se uplatnil v konstrukci svislé ocasní plochy a vstupů vzduchu. Výzbroj se skládala ze čtyř 20mm kanónů v přídi letounu. Zásoba munice byla 150 nábojů na hlaveň.
Přestože konstrukce letounu nebyla tak konzervativní, jako u palubního stíhače Ryan FR Fireball, jeho koncepce byla de facto stále pístovým letounem, osazeným jiným typem pohonu.
První prototyp XF6U-1 (č. 33532) poprvé zvedl do vzduchu zkušební pilot Edward Owen 2. října 1946 z kalifornské základny Muroc Dry Lake. Za pohon nového stroje byl vybrán motor Westinghouse J34-WE-22 o tahu 13,34 kN. Nedostatečný tah motoru však znamenal značné podmotorování letounu. Navíc první zkušební let skončil po 24 minutách jeho vysazením. Vzlet druhého prototypu XF6U-1 (33533) proběhl 26. června 1947, za jehož řízení usedl pilot Tom McClelland. Do třetího prototypu (33534), který poprvé vzlétl s E. Owenem 10. listopadu 1947 ve Stratfordu, byl použit výkonnější model pohonné jednotky J35-WE-30 s přídavným spalováním a tahem 18,78 kN.
Nadměrné teplo způsobené přídavným spalováním vedlo k tomu, že zde musel být odstraněn sendvičový materiál a vyměněn za slitinu hliníku. Na dobových fotografiích to lze poznat podle stříbrného zbarvení okolí trysky. Jelikož modifikace konce trupu zhoršila stabilitu letounu, na vodorovné ocasní ploše byly instalovány dvě pomocné kýlové plochy. Pirate byl prvním letounem US Navy, který měl přídavné spalování. Ani nový motor však nepřinesl zásadní zlepšení výkonů letounu. Třetí Pirate po záletu ve Stratfordu zamířil na námořní zkušební leteckou základnu NAS Patuxent River k dalším testům.
Téměř po roce zkoušky prototypů na Muroc Dry Lake skončily. Během srpna a září 1947 se stroji létali vybraní piloti US Navy. Koncem roku 1947 oba první stroje přelétly do Stratfordu.
První sériový kus typu F6U-1 Pirate (122478) poprvé vzlétl 29. července 1949 z Carswellovy letecké základny u Fort Worthu s pilotem Robertem Bakerem. Druhý sériový Pirate pak po pozemních zkouškách na továrním letišti Henley u Dallasu vzlétl po přemístění na Carswell AFB 6. srpna. Zkoušky dalších dohotovovaných Piratů pak byly přemístěny na bývalé námořní školní letiště v oklahomském Ardmore. Námořnictvu pak bylo dodáno 21 kusů F6U-1 (122486 až 122490 a 122492 až 122507) pro vytvoření zkušební squadrony VX-3 v marylandském Patuxent River, ve které měl být typ dále testován. První tři sériové stroje (122478 až 122480) přenechalo námořnictvo společnosti Chance Vought v Dallasu k dalšímu vývoji, která tyto letouny v prosinci 1950 vyřadila.
Poté, co Piraty čísel 122484, 122482 a 122491 prošly srovnávacími testy s dalšími typy námořních stíhacích letounů, byly přiděleny ke speciálním testům. Dva stroje proto byly dodány na NAS Moffet Field k Ames Aeronautics Institute. Pirat č. 122483 pak byl po kompletních zbraňových zkouškách přestavěn na pokusnou fotoprůzkumnou variantu F6U-1P.
Výkony Piratu byly nízké a po zkouškách byl typ hodnocen jako nevyhovující pro přijetí do služby. Dne 30. října 1950 se proto námořnictvo rozhodlo celý program F6U-1 zrušit. Přednost byla dána typům North American FJ-2 Fury a Grumman F9F Panther, které byly slibnější, než v té době zastaralý Pirate. Celkem bylo vyrobeno 33 kusů, přestože objednávka US Navy byla na 65 kusů.

## Dochovaný exemplář

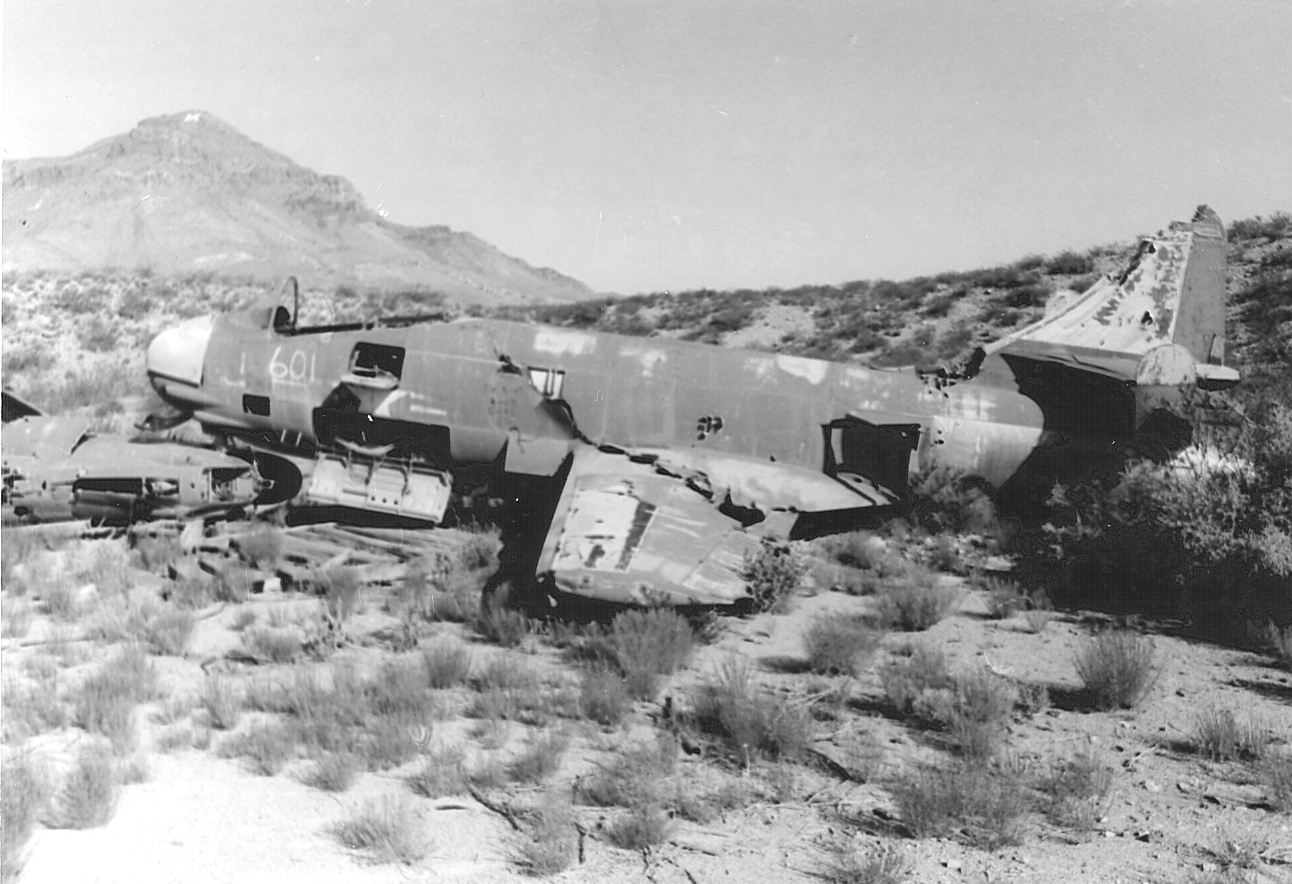
Vrak letounu F6U-1 Pirate (sériové číslo 122479) na střelnici Socorro v Novém Mexiku

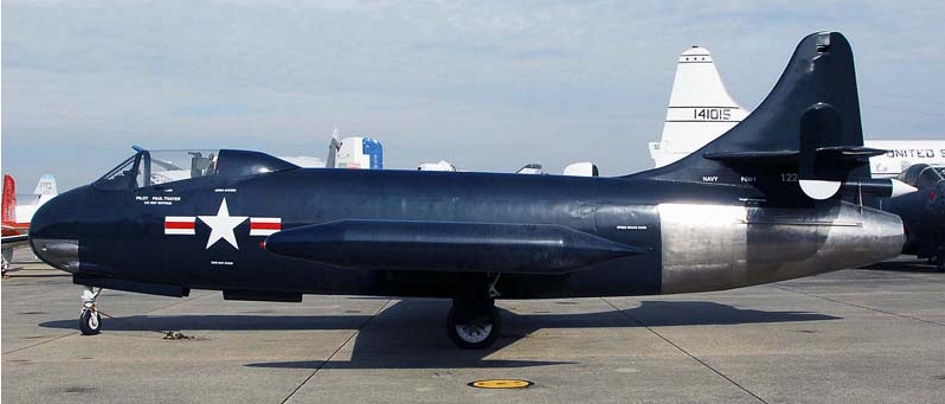
Stejný exemplář Vought F6U-1 Pirate po renovaci

Jediný dochovaný exemplář letounu F6U-1 Pirate (sériové číslo 122479) byl námořnictvu dodán 24. února 1949. Z inventáře námořnictva byl vyřazen 14. prosince 1950. Byl používán jako pozemní terč na střelnici v Socorro v Novém Mexiku. V roce 1980 byl letoun převezen do leteckého muzea New England Air Museum, kde byly zahájeny restaurátorské práce. V roce 2002 obnovu převzala organizace Vought Aircraft Heritage Foundation (VAHF), jejíž pracovníci ji na pracovišti v Grand Prairie dotáhli do konce. Obnova letounu byla velmi náročná kvůli jeho značné nekompletnosti a poškození (chybělo jedno křídlo, podvozek aj.). Mnoho součástí muselo být vyrobeno znovu. V závěrečné části rekonstrukce VHAF navštívil William Paul Thayer, který jako zkušební pilot společnosti Vought létal s prototypem XF6U-1 a později se stal prezidentem nástupnické společnosti Ling-Temco-Vought (LTV). Devadesátiletý Thayer přistoupil k opravovanému F6U-1, dotkl se ho, usmál se a řekl mu: „Pokusil ses mě dvakrát zabít.“ Thayerovo jméno bylo poté přidáno na bok kokpitu.
Devět let trvající renovace F6U-1 byla dokončena v listopadu 2011. V únoru 2012 byl letoun převezen do Národního muzea námořního letectva se sídlem na Námořní letecké základně Pensacola v Pensacole na Floridě. Umístěn na v expozici pod širým nebem. V únoru 2025 byl letoun nabídnut k dlouhodobé zápůjčce leteckému muzeu Fort Worth Aviation Museum ve Fort Worth v Texasu. Dne 8. června 2025 jej toho muzeum převzalo.

## Varianty
- XF6U-1 – prototyp (3 kusy)
- F6U-1 – sériová verze (29 kusů)
- F6U-1P – průzkumná verze (1 kus)

## Specifikace (F6U-1)

Třípohledový nákres F6U Pirate

Údaje dle

### Technické údaje
- Osádka: 1 (pilot)
- Rozpětí bez přídavných nádrží: 10,00 m
- Délka: 11,48 m
- Výška: 3,94 m
- Nosná plocha: 18,95 m²
- Hmotnost prázdného letounu: 3323 kg
- Vzletová hmotnost normální: 5022 kg
- Maximální vzletová hmotnost: 5857 kg
- Maximální přistávací hmotnost: 4222 kg
- Pohonná jednotka: 1 × proudový motor Westinghouse J34-WE-30A
  - Výkon pohonné jednotky: 14,0 kN
  - Výkon s forsáží: 18,7 kN

### Výkony
- Maximální rychlost u země: 960 km/h
- Maximální rychlost ve výšce: 795 km/h
- Cestovní rychlost: 730 km/h
- Pádová rychlost: 160 km/h
- Maximální dostup: 14 100 m
- Počáteční stoupavost: 41,00 m/s s přídavným spalováním
- Maximální dolet: 2070 km
- Plošné zatížení: 304 kg/m²
- Poměr tah/hmotnost: 0,327

### Výzbroj
- 4 × 20mm kanón M3 v přídi